# Cyrus Engerer

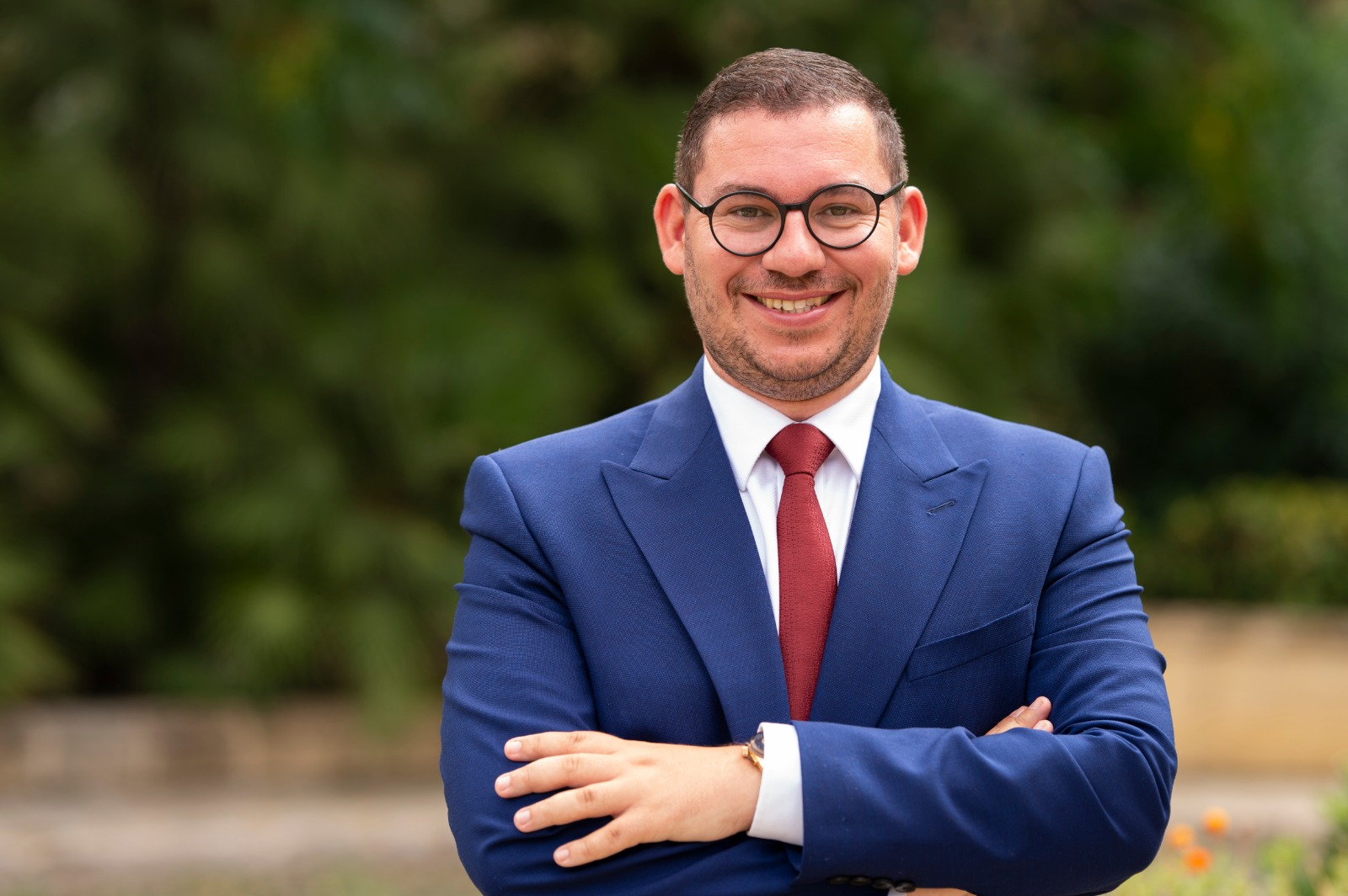
Cyrus Engerer

Cyrus Engerer (* 28. September 1981 in Pietà) ist ein maltesisches Mitglied des Europäischen Parlaments und vertritt die Partit Laburista. Als Aktivist für die Rechte von Homosexuellen war er der führende Sprecher der Ja-Kampagne beim maltesischen Scheidungsreferendum 2011.

## Politik
Im Jahr 2021 war er mit der Aushandlung der historischen Entschließung des Europäischen Parlaments zur Erklärung der Europäischen Union zur LGBTQ-Freiheitszone betraut und reagierte damit auf die Einrichtung sogenannter „LGBT-freier Zonen“ in Polen. Später verfasste Engerer die Entschließung des Europäischen Parlaments, in der die Gesetze in Ungarn verurteilt wurden, die „LGBT-Propaganda“ in der Nähe von Schulen effektiv verboten haben. Von 2014 bis 2019 war Engerer Sondergesandter des Premierministers bei der Europäischen Union. Im November 2020 wurde er zum Mitglied des Europäischen Parlaments gewählt. Nach seinem Eintritt in die Arbeiterpartei leitete die maltesische Polizei Ermittlungen gegen ihn ein, die zur Verhaftung seines Vaters, zur Eröffnung eines Gerichtsverfahrens gegen ihn wegen Verbreitung von Pornografie und zur Verhaftung seiner Mutter am Wahltag führten. Er selbst wurde wegen der Verbreitung von Rachepornografie zu einer zweijährigen Haftstrafe auf Bewährung verurteilt. Er ist der Partner des Parlamentsabgeordneten Randolph De Battista von Partit Laburista.

## Ausbildung
Engerer absolvierte ein Studium der Europastudien und Kommunikation an der Universität Malta, das er 2007 mit einer Dissertation zum Thema Die Rolle des Europäischen Parlaments: Entwicklungen, die Verfassung und Zukunftsperspektiven abschloss. Anschließend erwarb er einen Master in Europäischer Politik am College of Europe in Brügge, Belgien, mit einer Dissertation über Malta europäisiert: Politische Parteien und Wahlkampagnen.
Nach seinem Abschluss wurde Engerer im Büro des Premierministers Lawrence Gonzi als Projektmanager für EU-finanzierte Projekte eingestellt. Später trat er dem Lenkungs- und Aktionsausschuss Malta-EU (MEUSAC) bei und arbeitete als Berater für EU-Mittel für verschiedene Ministerien, Gemeinderäte und NROs.